# Anthony Stolarz
Anthony Stolarz, född 20 januari 1994, är en amerikansk professionell ishockeymålvakt som spelar för San Diego Gulls i AHL
Han har tidigare spelat på NHL-nivå för Philadelphia Flyers och på lägre nivåer för Lehigh Valley Phantoms i AHL, London Knights i OHL, Omaha Mavericks (University of Nebraska Omaha) i NCAA och Corpus Christi Ice Rays i NAHL.
Stolarz draftades i andra rundan i 2012 års draft av Philadelphia Flyers som 45:e spelare totalt.
Den 16 februari 2019 tradades han till Edmonton Oilers i utbyte mot Cam Talbot.